# Prins af Belgien
Prins af Belgien eller Prinsesse af Belgien er en titel som en række efterkommere af Louise af Orléans og kong Leopold 1. af Belgien bruger. 
Desuden kan en hustru til en prins af Belgien være prinsesse af Belgien. Fra 1995 kan en ægtemand til en prinsesse af Belgien tildeles titlen prins af Belgien.

## Belgiske prinser og prinsesser i 2017
I 2017 var der 24 belgiske prinser og prinsesser.
1. Albert 2. af Belgien, født 1934, belgiernes konge i 1993–2013
2. Marie-Christine af Belgien, født 1951, halvsøster til kong Albert 2. af Belgien
3. Marie-Esméralda af Belgien, født 1956, halvsøster til kong Albert 2. af Belgien
4. Paola af Belgien, født 1937, indgift i 1959, belgiernes dronning i 1993–2013
5. Philippe af Belgien, født 1960, belgiernes konge fra 2013
6. Astrid af Belgien, født 1962
7. Laurent af Belgien, født 1963
8. Léa Wolman født 1951, indgift i 1984, prinsesse af Belgien fra 1991
9. Amedeo af Belgien, født 1986, prins af Belgien fra 1991
10. Maria Laura af Belgien, født 1988, prinsesse af Belgien fra 1991
11. Joachim af Belgien, født 1991, prins af Belgien fra 1991
12. Luisa Maria af Belgien, født 1995
13. Lorenz af Østrig-Este, født 1955, indgift i 1984, prins af Belgien fra 1995
14. Mathilde af Belgien, født 1973, indgift i 1999, belgiernes dronning fra 2013
15. Elisabeth af Belgien, født 2001, hertuginde af Brabrant
16. Claire Coombs, født 1974, indgift i 2003
17. Laetitia Maria af Belgien, født 2003
18. Gabriel af Belgien, født 2003
19. Louise af Belgien, født 2004
20. Emmanuel af Belgien, født 2005
21. Nicolas af Belgien, født 2005
22. Aymeric af Belgien, født 2005
23. Eleonore af Belgien, født 2008